# Isaac Aboab I

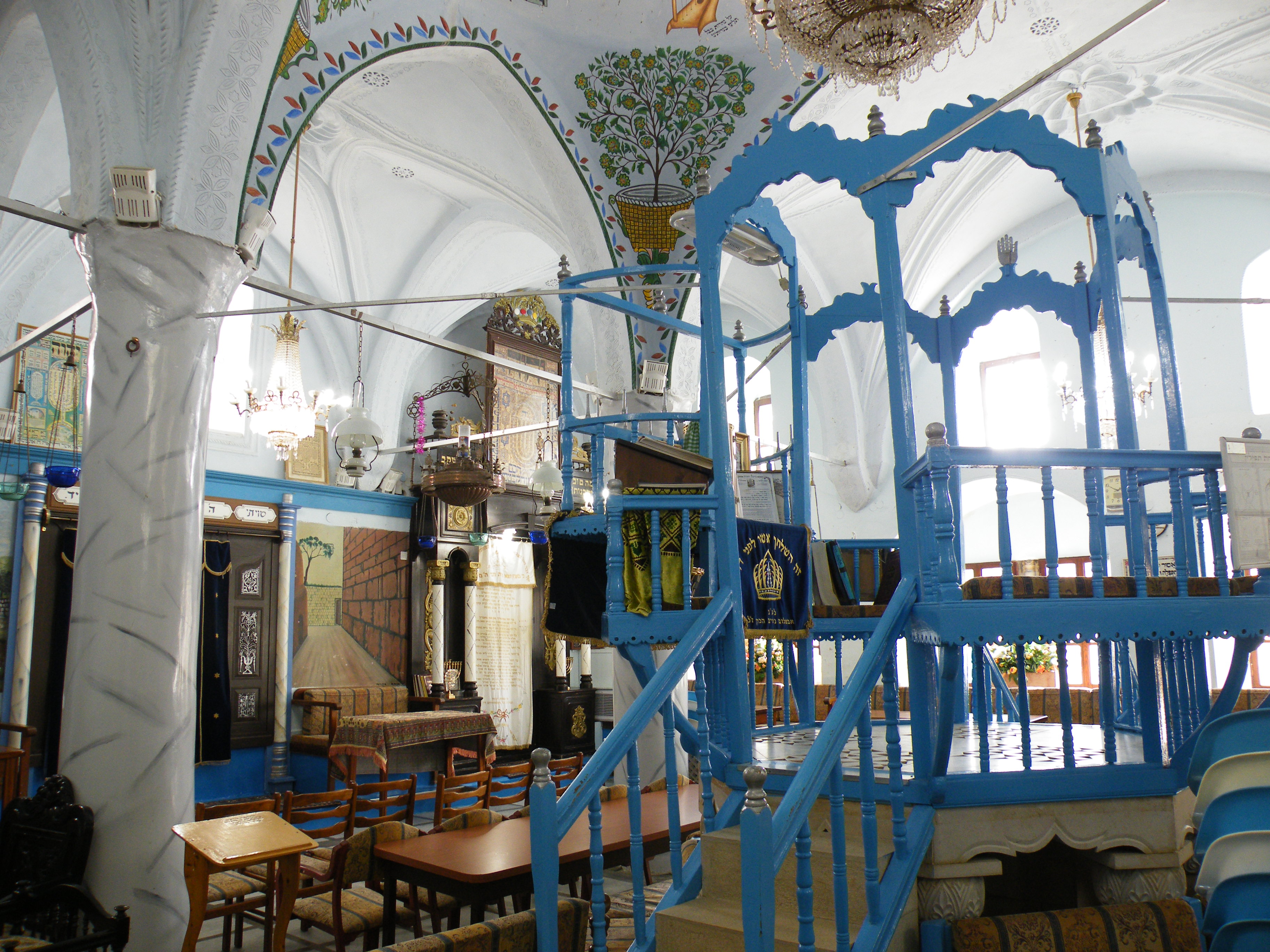
La sinagoga di Safed, intitolata al rabbino Issac Abuhav, probabile progetto di Aboab

Isaac Aboab I (fl. XIV secolo) è stato un uomo d'affari, erudito e talmudista ebreo spagnolo del XIV secolo..

## Biografia
Egli mostrava una vasta conoscenza della letteratura rabbinica che sapeva integrare con la verità della filosofia e con l'interpretazione mistica della Legge mosaica e della sua ritualità. Le sue opere commentano i passaggi del Talmud e del Midrash mediante citazioni di Aristotele e di Platone, derivate da fonti non primarie, unitamente ad espressioni tratte dalla letteratura filosofica, etica e mistica dell'epoca.
Constatata la rarità dei grandi studiosi del Talmud e dei luoghi di insegnamento, decise di dedicare gli ultimi anni della sua vita all'esegesi e alla divulgazione della conoscenza per l'elevazione delle masse. Firmò le sue opere come Menorat ha-Maor e Menoras HaMaor, che è anche il titolo di uno dei suoi scritti.
Fu dunque autore di tre opere:
- Aron haEdut ("L'arca della testimonianza"), che mappa l'origine delle leggi rituali sulle loro fonti talmudiche, le decisioni dei Geonim e le interpretazioni successive. È suddiviso in dieci sezioni, al pari del numero dei Comandamenti, a loro volta strutturate in capitoli e paragrafi;
- Shulḥan ha-Panim ("L'altare dell'ostensione del pane"), inerente alle preghiere e le benedizioni, suddiviso in dodici sezioni, numerose quanto i pani esposti nel Tabernacolo del Tempio;
- Menorat haMaor ("Il Menorah della luce"), una raccolta di prediche sul Midrash, il cui titolo è ispirato da 4:9[1].

Le prime due opere del corpus sono andate perdute, mentre è noto solamente il testo del Menorat haMaor.

## Menorat haMaor
Il Menorat haMaor procurò una notevole fama all'autore e probabilmente contribuì più di qualsiasi altro testo medievale alla divulgazione delle tradizioni rabbiniche e all'edificazione spirituale del popolo di Dio. Si inserisce nel rinascimento della letteratura etica del XIII secolo, in reazione alla deriva dell'esegesi talmudista dei secoli precedenti rispetto alla sua natura di commento etico-dottrinale dei testi religiosi, in quanto ordinato alla salvezza dei lettori e fedeli.
Aboab afferma nella prefazione di questo lavoro: «questi talmudisti reputano che il loro dovere sia quello di proporre domande difficili alle quali rispondere in modo arguto e sottile, ma lasciano inosservate le preziose perle che depositate sul letto dell'oceano talmudico, i passaggi Haggadah, simili al Midrash quanto a bellezza e dolcezza». Concepì allora in progetto di una summa del tesoro sapienziale aggadico, che illuminasse le menti e i cuori dei suoi fratelli.

Decise di dividere il libro in sette sezioni, in onore del Menorah a sette braccia posto nel Tabernacolo, ognuna delle quali ha il medesimo titolo di Ner ed è ulteriormente organizzata in parti e capitoli.
Con l'affermarsi del canto Chazzan sulla predicazione, anche la finalità orale del Menorat haMaor uscì dalla liturgia per cedere il passo alla lettura dei testi in forma privata. Ciononostante, il Menorat haMaor non fu marginalizzato dalla vita religiosa, ma fu tradotto in spagnolo e letto nell'ambito di pubbliche adunanze partecipate da fedeli non esperti della Legge. Divenne anche il libro di riferimento delle famiglie degli ebrei medievali.
È nota un'edizione in lingua spagnola pubblicata a Livorno nel 1657, alla quale seguì un commento in ebraico e una traduzione in tedesco di Moses Frankfurter (date alle stampe ad Amsterdam nel 1701) ed una traduzione più recente a cura di Jacob Raphael Fürstenthal e Benzion Behrend (Krotoschin, 1844–1846). Inoltre, a Wilna nel 1880 fu realizzata una traduzione in yiddish moderno.

## Omonimie
Come mostrato da Zunz, Isaac Aboab I non deve essere confuso con Isaac Aboab (m. 1493), rabbino di Castiglia e commentatore di Nahmanide.
Il libro intitolato Menorat haMaor non deve essere confuso con un'opera omonima ascritta all'ebreo castigliano Ephraim Alnaqua.